# The Storyteller (Star Trek: Deep Space Nine)
"The Storyteller" és el catorzè episodi de la sèrie de televisió de ciència-ficció estatunidenca Star Trek: Deep Space Nine, emès durant la primera temporada. Originalment es va emetre en redifusió a partir del 3 de maig de 1993. L'episodi va ser dirigit per David Livingston.
Ambientada al segle XXIV, la sèrie segueix les aventures a Espai Profund 9, una estació espacial situada prop d'un forat de cuc estable entre els Quadrants Alfa i Gamma de la Via Làctia, prop del planeta Bajor, mentre els bajorans es recuperen d'una brutal ocupació de dècades pels imperialistes cardassians. En aquest episodi es desenvolupen dues trames simultànies. El cap d'operacions Miles O'Brien és reclutat per salvar una vila bajorana de la destrucció. De tornada a l'estació, el Comandant Sisko arbitra una disputa per terres entre dues faccions de bajorans, els Paqu i els Navot, mentre la líder adolescent dels Paqu (per qui l'amic del fill de Sisko Nog desenvolupa limerència) aprèn l'art del compromís.

## Argument
O'Brien i el cap mèdic Dr. Bashir són enviats en una missió d'ajuda a Bajor en resposta a una emergència mèdica. Mentrestant, a l'estació, Sisko fa de mitjancer en un conflicte entre dues faccions bajoranes rivals que negocien una disputa fronterera. El líder d'una de les faccions, el tetrarca Varis Sul, és una noia de quinze anys. Ella es mostra reticent a negociar, i Sisko està frustrat per la seva intransigència.
Nog està captivat per la noia. Ell i el fill de Sisko, Jake, es presenten a ella, i ella accepta passar temps amb ells. Està estressada per les negociacions, però Nog suggereix que els problemes es poden convertir en oportunitats. Per animar-la, els tres s'embarquen en una broma per robar la galleda en què el cap de seguretat Odo, un canviant, es va regenerar en estat líquid. Nog omple la galleda amb farina de civada i fingeix ensopegar, cobrint Jake amb el contingut. Varis es disculpa amb Sisko per la seva implicació en l'aventura. Discuten els reptes del lideratge, i finalment ella accepta proposar una resolució de compromís per a la disputa fronterera.
En resposta a la crida de socors, Bashir i O'Brien descobreixen que un home anomenat Sirah s'està morint, i el líder del poble, Faren, afirma que una força anomenada "Dal'Rok" destruirà el poble si  Sirah no és capaç de defensar-se'n. Aquella nit, Sirah parla a tot el poble mentre una aparició amenaçadora en forma de núvol apareix al cel. Sirah explica una narració sobre la derrota del poble contra el Dal'Rok. S'esfondra durant el seu discurs, però xiuxiueja la resta de la història a O'Brien, que la repeteix; i mentre els vilatans aclamen, un raig de llum sembla fer desaparèixer l'aparició. Quan el Dal'Rok se'n va, Sirah ja ha mort, i Faren declara O'Brien com el seu successor.
L'endemà, els vilatans tracten O'Brien com un rei. L'aprenent del vell Sirah, Hovath, intenta matar O'Brien, declarant-se el veritable Sirah. Revela que el Dal'Rok va ser creat pel primer Sirah, utilitzant un fragment d'un Orbe místic dels Profetes, per resoldre la lluita interna que està destrossant el poble. Quan els vilatans s'uneixen en els seus pensaments per aturar-ho, Sirah utilitza en secret el fragment per canalitzar els seus pensaments. Hovath havia tingut l'oportunitat de liderar el poble contra els Dal'Rok a principis d'aquella setmana, i va fracassar.
Aquella nit, O'Brien es troba davant del poble i intenta explicar la història, però els vilatans no es commouen amb la seva narrativa maldestra, i el Dal'Rok torna amb tota la seva força. Hovath puja a l'escenari i explica amb eloqüència una nova veu que desafia el Dal'Rok, adonant-se que Sirah va crear deliberadament aquesta oportunitat perquè ell redimís el seu fracàs. Els vilatans segueixen l'exemple de Hovath i derroten el Dal'Rok, acceptant-lo com el seu nou Sirah i rellevant O'Brien del càrrec.

## Artistes invitats
- Aron Eisenberg com a Nog
- Kay E. Kuter com a Sirah
- Lawrence Monoson com a Hovath
- Gina Philips com a Varis Sul
- Jim Jansen com a Faren
- Jordan Lund com a Woban

## Producció
La idea de la història va sorgir de Kurt Michael Bensmiller, qui la va proposar per primera vegada com a episodi de la primera temporada de "Star Trek: La nova generació". No van tirar endavant amb el guió, però li van demanar que proposés altres idees que finalment van conduir a l'episodi "Temps al quadrat". El guió de "The Storyteller" va cridar l'atenció de Michael Piller, a qui li va agradar i, anys més tard, va demanar a Bensmiller que el reescrivís per a Deep Space Nine.
L'estrella convidada Kay E. Kuter va aparèixer anteriorment a l'episodi "El novè grau" de Star Trek: La nova generació.
La pintura mat del poble bajorà és la mateixa pintura mat de l'episodi "Drets de naixement" de "Star Trek: La nova generació" (temporada 6, episodis 16 i 17) en què representava la colònia de supervivents romulans i klíngons de la massacre de Khitomer.

## Recepció
Keith DeCandido de Tor.com li va donar una puntuació de tres sobre deu i va escriure: "dues bones parelles no fan una història que es pugui veure, i l'episodi és finalment completament oblidable."
El 2019, Screen Rant va informar que els usuaris de IMDb havien qualificat aquest episodi com un dels deu pitjors episodis de Star Trek: Deep Space Nine.

## Llançaments domèstics
"The Storyteller" es va estrenar en LaserDisc el 18 de març de 1997. Publicat per Paramount Home Video i fabricat per Pioneer USA, el disc de doble cara tenia una durada de 92 minuts i també incloïa l'episodi anterior "Battle Lines".

### Obres citades
- Erdmann, Terry J.; Block, Paula M. Deep Space Nine Companion.  Simon and Schuster, 2000. ISBN 978-0671501068.